# Selección femenina de baloncesto de Canadá
La selección femenina de baloncesto de Canadá es el equipo formado por jugadoras de nacionalidad canadiense que representa a Canada Basketball en las competiciones internacionales organizadas por la Federación Internacional de Baloncesto (FIBA) o el Comité Olímpico Internacional (COI): los Juegos Olímpicos, la Copa Mundial de Baloncesto y el Campeonato FIBA Américas.

## Historia

### Juegos Panamericanos 2015
La selección femenina de baloncesto de Canadá participó en baloncesto en los Juegos Panamericanos de 2015 celebrados en Toronto, Ontario, Canadá, del 10 al 26 de julio de 2015. Canadá abrió las rondas preliminares con una fácil victoria por 101-38 sobre Venezuela. Al día siguiente vencieron a Argentina 73–58. El último juego preliminar fue contra Cuba; ambos equipos tenían marca de 2-0, por lo que el ganador ganaría el grupo. El juego llegó hasta el final y Canadá logró una victoria por 71–68. Canadá se enfrentaría a Brasil en la semifinal.
Canadá abrió la semifinal con una racha de 11-2 y siete puntos consecutivos de Miranda Ayim. Miah-Marie Langlois aportó cinco asistencias. En el tercer cuarto, Canadá superó con creces a Brasil en rebotes y acertó el 69% de sus tiros de campo para anotar 33 puntos en el cuarto. Lizanne Murphy y Nirra Fields anotaron triples para ayudar a ampliar la ventaja a 68-39 al final de los tres cuartos. Canadá siguió dominando en el último cuarto con triples de Nurse y Kim Gaucher. Canadá ganó el juego 91–63 para ganarse un lugar en el juego por la medalla de oro contra Estados Unidos.
El partido por la medalla de oro enfrentó al equipo anfitrión, Canadá, contra Estados Unidos, en un estadio lleno y dominado por fanáticos vestidos de rojo y blanco que ondeaban la bandera canadiense. La selección canadiense, del brazo, cantó "O Canada" mientras sonaban los respectivos himnos nacionales.
Después de negociar cestas al principio, Estados Unidos logró una ventaja de dos dígitos en el segundo trimestre. Sin embargo, las canadienses, con el público local aplaudiendo, empataron el partido en el entretiempo. En el tercer cuarto, Canadá superó a Estados Unidos 26-15. La ventaja alcanzaría los 18 puntos. Estados Unidos se defendería, pero no del todo, y Canadá ganó el juego y la medalla de oro 81–73. Fue la primera medalla de oro de Canadá en baloncesto en los Juegos Panamericanos. Kia Nurse fue la estrella de Canadá con 33 puntos, acertando 11 de sus 12 tiros libres en 10 de sus 17 intentos de tiros de campo, incluidos dos de tres triples.

### Campeonato FIBA Américas Femenino 2015
Canadá participó en el Campeonato Femenino FIBA Américas 2015, un evento clasificatorio utilizado para determinar las invitaciones a los Juegos Olímpicos de 2016. Los juegos se llevaron a cabo en Edmonton, Alberta, Canadá en agosto de 2015. Canadá fue asignado al Grupo A y jugó contra Puerto Rico, Chile, República Dominicana y Cuba en las rondas preliminares. Canadá ganó los primeros tres juegos fácilmente con una victoria 94-57 sobre Puerto Rico como el partido más reñido. El último partido de la ronda preliminar fue contra la invicta Cuba, un equipo al que Canadá se había enfrentado en los Juegos Panamericanos. Cuba jugó bien en ese evento y se esperaba que desafiara a Canadá. Sin embargo, Canadá derrotó a Cuba 92–43 para ganar el primer lugar del grupo y lograr un lugar en la semifinal contra el segundo lugar del Grupo B, Brasil.
El partido de semifinales contra Brasil estuvo mucho más reñido. Canadá lideraba por sólo seis puntos en el entretiempo, pero gradualmente amplió la ventaja para terminar con una victoria por 83-66 y un lugar en el juego por la medalla de oro. El juego por la medalla de oro fue una revancha con Cuba, que ganó su partido de semifinal contra Argentina. A pesar del resultado desigual en las rondas preliminares, Canadá esperaba un partido más igualado. Cuba comenzó fuerte y tenía una ventaja de ocho puntos al principio del juego. Canadá respondió con un parcial de 16-0 para tomar la delantera, pero Cuba respondió y tomó una pequeña ventaja a principios de la segunda mitad. Luego, Canadá recuperó la ventaja y la amplió gradualmente hasta terminar con la victoria, 82–66. A medida que el juego llegaba al final, la multitud cantaba "Rio", "Rio", "Rio" en reconocimiento al hecho de que la victoria clasificaba a Canadá para los Juegos Olímpicos de Río en 2016.

### 2017-2020
Después de obtener una medalla de oro en la 13ª edición de la FIBA AmeriCup Femenina, Canadá ingresó a la FIBA AmeriCup Femenina 2017 como favorita. Terminaron el juego de grupo con un récord de 4-0 y avanzaron a las semifinales. En la final, vencieron al país anfitrión, Argentina, 65-67 para ganar su segundo título consecutivo. Nirra Fields fue nombrada MVP del torneo. En virtud de terminar entre los tres primeros, también se clasificaron para la Copa Mundial de Baloncesto Femenino FIBA 2018.
Las canadienses hicieron su debut en los Juegos de la Mancomunidad de 2018 en Gold Coast, perdiendo por poco un podio, perdiendo ante Nueva Zelanda 74–68 en el juego por el tercer lugar.
Tratando de aprovechar su tercera mejor actuación en el principal torneo internacional de FIBA, Canadá ingresó a la Copa Mundial de Baloncesto Femenino FIBA 2018 encuadrada en el Grupo A, con Francia, Grecia y Corea del Sur. Canadá llegó hasta los cuartos de final, donde perdió 53–68 ante España.
Canadá tuvo un último cambio para clasificarse para los Juegos Olímpicos de Tokio, participando en el Torneo Preolímpico Femenino FIBA 2020 de Ostende. Canadá encabezaría su grupo y se clasificaría para los Juegos Olímpicos de 2020.
En Tokio, Canadá quedó encuadrada en el Grupo A con España, Serbia y Corea del Sur. Terminarían con un récord de 1-2 con su única victoria contra Corea del Sur.

### 2021-presente
Con la Copa Mundial Femenina FIBA 2022 acercándose, Canada Basketball contrató al entrenador en jefe del Fenerbahçe, Víctor Lapeña, para liderar su programa femenino durante la Copa del Mundo y posiblemente los Juegos Olímpicos de 2024 en París.
En la 19ª edición de la Copa Mundial de Baloncesto Femenino FIBA, Canadá quedó empatada en el Grupo B. Terminaron el juego del grupo con un récord de 4-1, y su única derrota fue ante los líderes del grupo, Australia. En la fase eliminatoria, Canadá avanzó hasta las semifinales, donde finalmente perdería 43–83 ante Estados Unidos. En el partido por el tercer puesto, Canadá cayó 95-65 ante Australia. El cuarto puesto fue la mejor actuación del equipo de Canadá desde que ganó el bronce en el Campeonato Mundial FIBA Femenino de 1986. Gracias a sus esfuerzos en el torneo, Bridget Carleton fue nombrada miembro del equipo de todo el torneo.
En 2023, Canadá participó en la FIBA AmeriCup Femenina 2023, donde quedaron incluidas en el Grupo B. En la ronda preliminar, encabezarían su grupo con un récord perfecto de 4-0, avanzando a los cuartos de final. En la fase eliminatoria, vencerían a Argentina y luego perderían ante Estados Unidos en las semifinales. En el juego por el tercer lugar, Canadá vencería a Puerto Rico 73–80 para ganar la medalla de bronce.
Al terminar como uno de los cinco mejores equipos del torneo, Canadá se clasificó para el Torneo Preclasificatorio Olímpico Femenino FIBA Américas.

## Partidos

### Próximos encuentros
| Fecha                   | Ciudad   | Competición                     | Local                |                                    | Resultado |                           | Visitante      |
| ----------------------- | -------- | ------------------------------- | -------------------- | ---------------------------------- | --------- | ------------------------- | -------------- |
| 2 de julio de 2023      | León     | FIBA AmeriCup 2023              | Canadá               | Bandera de Canadá                  | 83:57     | Bandera de México         | México         |
| 3 de julio de 2023      | León     | FIBA AmeriCup 2023              | Puerto Rico          | Bandera de Puerto Rico             | 47:84     | Bandera de Canadá         | Canadá         |
| 4 de julio de 2023      | León     | FIBA AmeriCup 2023              | Canadá               | Bandera de Canadá                  | 89:55     | Bandera de Colombia       | Colombia       |
| 5 de julio de 2023      | León     | FIBA AmeriCup 2023              | República Dominicana | Bandera de la República Dominicana | 48:88     | Bandera de Canadá         | Canadá         |
| 7 de julio de 2023      | León     | FIBA AmeriCup 2023              | Canadá               | Bandera de Canadá                  | 68:60     | Bandera de Argentina      | Argentina      |
| 8 de julio de 2023      | León     | FIBA AmeriCup 2023              | Canadá               | Bandera de Canadá                  | 63:67     | Bandera de Estados Unidos | Estados Unidos |
| 9 de julio de 2023      | León     | FIBA AmeriCup 2023              | Puerto Rico          | Bandera de Puerto Rico             | 73:80     | Bandera de Canadá         | Canadá         |
| 9 de noviembre de 2023  | Medellín | Preclasificatorio Olímpico 2023 | Canadá               | Bandera de Canadá                  | 81:39     | Bandera de Venezuela      | Venezuela      |
| 10 de noviembre de 2023 | Medellín | Preclasificatorio Olímpico 2023 | Colombia             | Bandera de Colombia                | 53:70     | Bandera de Canadá         | Canadá         |
| 12 de noviembre de 2023 | Medellín | Preclasificatorio Olímpico 2023 | Canadá               | Bandera de Canadá                  | 77:68     | Bandera de Puerto Rico    | Puerto Rico    |
| 8 de febrero de 2024    | Sopron   | Torneo Preolímpico FIBA 2024    | Hungría              | Bandera de Hungría                 | 55:67     | Bandera de Canadá         | Canadá         |
| 9 de febrero de 2024    | Sopron   | Torneo Preolímpico FIBA 2024    | Canadá               | Bandera de Canadá                  | 55:60     | Bandera de España         | España         |
| 11 de febrero de 2024   | Sopron   | Torneo Preolímpico FIBA 2024    | Canadá               | Bandera de Canadá                  | 82:86     | Bandera de Japón          | Japón          |
| 29 de julio de 2024     | Lille    | Juegos Olímpicos 2024           | Canadá               | Bandera de Canadá                  | :         | Bandera de Francia        | Francia        |
| 1 de agosto de 2024     | Lille    | Juegos Olímpicos 2024           | Australia            | Bandera de Australia               | :         | Bandera de Canadá         | Canadá         |
| 4 de agosto de 2024     | Lille    | Juegos Olímpicos 2024           | Canadá               | Bandera de Canadá                  | :         | Bandera de Nigeria        | Nigeria        |
|                         |          |                                 |                      |                                    |           |                           |                |
|                         |          |                                 |                      |                                    |           |                           |                |
|                         |          |                                 |                      |                                    |           |                           |                |

## Historial

### Copa Mundial
| Copa Mundial de Baloncesto | Copa Mundial de Baloncesto | Copa Mundial de Baloncesto | Copa Mundial de Baloncesto | Copa Mundial de Baloncesto | Copa Mundial de Baloncesto |
| -------------------------- | -------------------------- | -------------------------- | -------------------------- | -------------------------- | -------------------------- |
| - 1953: No calificó        |                            | - 1979:                    |                            | - 2006: 10° Lugar          |                            |
| - 1957: No calificó        |                            | - 1983: 9° Lugar           |                            | - 2010: 12° Lugar          |                            |
| - 1959: No calificó        |                            | - 1986:                    |                            | - 2014: 5° Lugar           |                            |
| - 1964: No calificó        |                            | - 1990: 7° Lugar           |                            | - 2018: 7° Lugar           |                            |
| - 1967: No calificó        |                            | - 1994: 7° Lugar           |                            | - 2022: 4° Lugar           |                            |
| - 1971: 10° Lugar          |                            | - 1998: No calificó        |                            | - 2026: ?                  |                            |
| - 1975: 11° Lugar          |                            | - 2002: No calificó        |                            |                            |                            |

### Juegos Olímpicos
| Baloncesto en los Juegos Olímpicos | Baloncesto en los Juegos Olímpicos | Baloncesto en los Juegos Olímpicos | Baloncesto en los Juegos Olímpicos | Baloncesto en los Juegos Olímpicos | Baloncesto en los Juegos Olímpicos |
| ---------------------------------- | ---------------------------------- | ---------------------------------- | ---------------------------------- | ---------------------------------- | ---------------------------------- |
| - 1976: 6° Lugar                   |                                    | - 1996: 11° Lugar                  |                                    | - 2016: 7° Lugar                   |                                    |
| - 1980: No calificó                |                                    | - 2000: 10° Lugar                  |                                    | - 2020: 9° Lugar                   |                                    |
| - 1984: 4° Lugar                   |                                    | - 2004: No calificó                |                                    | - 2024: 11° Lugar                  |                                    |
| - 1988: No calificó                |                                    | - 2008: No calificó                |                                    |                                    |                                    |
| - 1992: No calificó                |                                    | - 2012: 8° Lugar                   |                                    |                                    |                                    |

### Campeonato FIBA Américas
| Campeonato FIBA Américas | Campeonato FIBA Américas | Campeonato FIBA Américas | Campeonato FIBA Américas | Campeonato FIBA Américas | Campeonato FIBA Américas |
| ------------------------ | ------------------------ | ------------------------ | ------------------------ | ------------------------ | ------------------------ |
| - 1989:                  |                          | - 2005:                  |                          | - 2019:                  |                          |
| - 1993:                  |                          | - 2007: 5° Lugar         |                          | - 2021: 4° Lugar         |                          |
| - 1995:                  |                          | - 2009:                  |                          | - 2023:                  |                          |
| - 1997: 5° Lugar         |                          | - 2011:                  |                          | - 2025: ?                |                          |
| - 1999:                  |                          | - 2013:                  |                          |                          |                          |
| - 2001: 4° Lugar         |                          | - 2015:                  |                          |                          |                          |
| - 2003:                  |                          | - 2017:                  |                          |                          |                          |

### Juegos Panamericanos
| Juegos Panamericanos | Juegos Panamericanos | Juegos Panamericanos | Juegos Panamericanos | Juegos Panamericanos | Juegos Panamericanos |
| -------------------- | -------------------- | -------------------- | -------------------- | -------------------- | -------------------- |
| - 1951: No calificó  |                      | - 1979:              |                      | - 2007: 4° Lugar     |                      |
| - 1955: 5° Lugar     |                      | - 1983: 4° Lugar     |                      | - 2011: 11° Lugar    |                      |
| - 1959: 4° Lugar     |                      | - 1987:              |                      | - 2015:              |                      |
| - 1963: 4° Lugar     |                      | - 1991: 4° Lugar     |                      | - 2019: 6° Lugar     |                      |
| - 1967:              |                      | - 1995: No calificó  |                      | - 2023: No calificó  |                      |
| - 1971: 5° Lugar     |                      | - 1999:              |                      | - 2027: ?            |                      |
| - 1975: 5° Lugar     |                      | - 2003: 4° Lugar     |                      |                      |                      |

## Palmarés
- Copa Mundial de Baloncesto:
  -  Tercer lugar (2): 1979, 1986

- Campeonato FIBA Américas:
  -   Campeón (3): 1995, 2015, 2017
  -  Subcampeón (2): 2013, 2019
  -  Tercer lugar (8): 1989, 1993, 1999, 2003, 2005, 2009, 2011, 2023

- Juegos Panamericanos:
  -   Campeón (1): 2015
  -  Subcampeón (1): 1999
  -  Tercer lugar (3): 1967, 1979, 1987